# Jurgis Baltrušaitis (hijo)
Jurgis Baltrušaitis (Moscú, 7 de mayo de 1903-París, 25 de enero de 1988) fue un diplomático e historiador de arte lituano, hijo del también crítico de arte homónimo.

## Biografía
Su padre era el famoso diplomático y poeta simbolista Jurgis Baltrušaitis (1873-1944), Jurgis Baltrušaitis llegó a París en 1923 para estudiar arte dramático, pero tras conocer a Henri Focillon en 1924, entonces profesor de arte medieval en la Sorbona y del que sería yerno al desposar a su hija. 
Se decantó por la historia del arte, efectuando un viaje por Armenia, Georgia, España, Italia y Alemania en 1927 y doctorándose en 1931. Más tarde trabajó en la delegación liturana de París y como profesor en la Universidad Vytautas Magnus (1933-1939) simultaneándolo con visitas a la Sorbona y el Institut Warburg de Londres, como profesor Universidad de Nueva York (1947-1948), profesor invitado en Yale y el Metropolitan Museum of Art y en el año siguiente en los Países Bajos

## Principales publicaciones
- Études sur l'art médiéval en Géorgie et en Arménie, Paris: E. Leroux, 1929
- La Stylistique ornementale dans la sculpture romane, Paris : E. Leroux-Collège de France, 1931. Trad. anglaise : Wylie Sypher (éd.), Art History : an Anthology of Modern Criticism, Gloucester, MA : P. Smith, 1975, p. 116-131
- Art sumérien, art roman, Paris : E. Leroux, 1934
- Guide de l'exposition d'art populaire baltique, Paris : Musée d'ethnographie du Trocadéro, 1935
- Le Problème de l'Ogive et l'Arménie, Paris: E. Leroux, 1936
- L'Église cloisonnée en Orient et en Occident, Paris : Éditions d'art et d'histoire, 1941
- Anamorphoses ou Perspective curieuses [Les perspectives dépravées, II], Paris : O. Perrin, Jeu savant, 1955. Éd. Paris : O. Perrin, 1969 : Anamorphoses ou Magie artificielle des effets merveilleux. Éd. anglaise : Anamorphic Art, New York : Abrams, 1976
- Le Moyen Âge fantastique : antiquités et exotismes dans l'art gothique, Paris: A. Colin, 1955.
- Aberrations : quatre essais sur la légende des formes [Les perspectives dépravées, I], Paris : O. Perrin, Jeu savant, 1957
- Réveils et prodiges : le gothique fantastique, Paris : A. Colin, 1960
- Jardins en France, 1760-1820 : pays d'illusion, terre d'expériences, exposition (Paris, Hôtel de Sully, mai-septembre 1977), Paris : CNMHS, 1977
- Le miroir : révélations, science-fiction et fallacies. Essai sur une légende scientifique, Paris : A. Elmayan-Le Seuil, 1978
- La Quête d'Isis : essai sur la légende d'un mythe [Les perspectives dépravées, III], Paris : Flammarion, 1985